# Dům Vladimíra Bidlase
Dům Vladimíra Bidlase je řadový rodinný dům, který stojí v Praze 5-Hlubočepích ve vilové čtvrti Barrandov v ulici Lumiérů (původně Na Habrové) u Kříženeckého náměstí.

## Historie
Vilu postavil roku 1938 pro sebe a svoji rodinu otec Vladimíra Bidlase poté, co uspěl s nabídkou na stavbu trafostanice na Barrandově, kde se seznámil s ing. Havlem. Z bloku šesti parcel změněných na pět koupil jednu řadovou. Protože původní zahrada u domu byla ve strži, která se táhla od řeky až k filmovým ateliérům, užívala rodina se souhlasem původních vlastníků sousední nezastavěnou parcelu jako zahrádku.
Po zabrání pohraničí byli v suterénu domu ubytováni až do konce války čeští uprchlíci, v přízemí pak byla v jednom ze dvou pokojů zřízena garsoniéra pro zaměstnankyni filmových ateliérů.

### Po roce 1945
Po skončení války rodiny bydlící v suterénu odešli a obě místnosti byly na přání ing. Havla poskytnuty bývalé kuchařce Miloše Havla paní Tlapákové a jejímu synovi (komorník Miloše Havla pan Tlapák padl za revoluce).
20. března 1960 zakoupil ing. Bidlas část pozemku přiléhající k jeho domu.

## Popis
V přízemí i obou patrech byly dva pokoje s kuchyní a příslušenstvím, v suterénu dvě místnosti původně určené jako kanceláře architekta.